# Prabowo Subianto

Wahlporträt von Prabowo (2024)

Prabowo Subianto Djojohadikusumo (* 17. Oktober 1951 in Jakarta) ist ein indonesischer Politiker, ehemaliger General der indonesischen Armee und Schwiegersohn des langjährigen Diktators Suharto. Bis zu seiner Entlassung im Mai 1998 nach Suhartos Rücktritt war Prabowo einer der mächtigsten Militärs in Indonesien und in dieser Rolle verantwortlich für diverse Menschenrechtsverletzungen während der Suharto-Diktatur.
Seit 2024 ist er Präsident von Indonesien.

## Werdegang
Der Vater Sumitro Djojohadikusumo, ein Professor für Wirtschaft, musste 1957 nach einer missglückten Revolte, die trotz der Unterstützung des US-amerikanischen Geheimdienstes CIA fehlgeschlagen war, aus dem Land fliehen. Prabowo verbrachte seine Kindheit in Singapur, Kuala Lumpur, in der Schweiz und in Großbritannien, bis die Familie 1968 nach Indonesien zurückkehrte. Sumitro gilt in Indonesien als Architekt der wirtschaftlichen Entwicklung nach der Unabhängigkeit, diente als Minister sowohl unter Sukarno als auch unter Suharto und gründete die wirtschaftswissenschaftliche Fakultät der Universität Indonesien; er vertrat eine pragmatische, evidenzbasierte Wirtschaftspolitik, die strikte Problemdiagnose und institutionelle Kapazitäten in den Mittelpunkt stellte. In diesem Sinne warb er etwa die Ford Foundation dafür, Studierende an die University of California zu schicken, woraus die Technokratengruppe der „Berkeley Mafia“ hervorging.
Prabowo Subianto schloss 1974 die Tidar Valley Military Academy in Magelang ab und ging zwei Jahre später zu der Eliteeinheit Tim Nanggala X nach Osttimor, in das Indonesien gerade einmarschiert war (siehe Operation Seroja). Prabowo gehörte zu den Kopassandha-Truppen (später Kopassus). Das erste Spezialtraining erhielt er 1980 in Fort Bragg (USA) und etwa 1981 in Westdeutschland mit Angehörigen der GSG9.

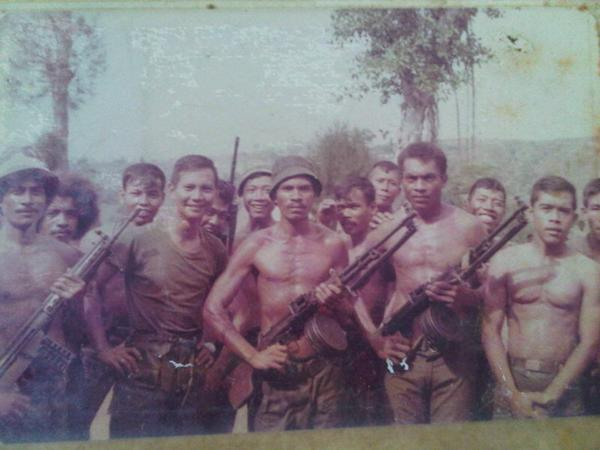
Prabowo (mit T-Shirt), zusammen mit timoresischen Milizionären in Osttimor (1976)

Die Tochter von Suharto, Siti Hediati Harijadi, mit Spitzname „Titiek“, heiratete Prabowo Subianto 1983, und damit war Prabowo fest in das Machtnetz der Herrschenden eingebunden. Im selben Jahr übernahm er die Führung der Kopassus-Einheit D81 in Osttimor. Er gründete die Team Alfa-Miliz in Lospalos und war im August 1983 an einem Massaker in Kraras beteiligt, einer Vergeltungsaktion an Dorfbewohnern nach einem Überfall der FALINTIL, bei dem 16 indonesische Soldaten starben. Bei der Vergeltungsaktion starben fast 300 Menschen. Zudem kam es zu Folterungen und Vergewaltigungen. Die Bewohner der Nachbarorte wurden zwangsumgesiedelt.
Nach einem weiteren Trainingsausflug 1985 nach Fort Benning im US-Bundesstaat Georgia hielt sich Prabowo wieder verstärkt in Osttimor auf. 1988/89 kommandierte er das Bataillon 328 des strategischen Heereskommandos Kostrad, neben Kopassus eines der beiden Machtzentren der indonesischen Armee und gründete 1989 die paramilitärische Miliz Gada Paksi. Nur Tage vor dem Santa-Cruz-Massaker (über 500 Menschen starben, bzw. verschwanden spurlos) im November 1991 wurde Prabowo in der osttimoresischen Hauptstadt Dili gesehen, um Sjafrie Sjamsoeddin zu besuchen, mit dem er zusammen die Militärakademie besuchte. Beide Militärs gelten als mögliche Hintermänner des Massakers.
Acht Jahre später wechselte Prabowo Subianto wieder zu Kopassus und kommandierte ab 1993 die Gruppe III in Batujajar bei Bandung, die für Trainingsaufgaben zuständig ist. In den folgenden zwei Jahren war er Stellvertreter bei der Sondereinheit und ab Dezember 1995, nach der Neustrukturierung von Kopassus, als Brigadegeneral dessen Oberbefehlshaber, bis er im März 1998 an die Spitze der Kostrad wechselte und damit eine der wichtigsten Positionen der TNI innehatte.

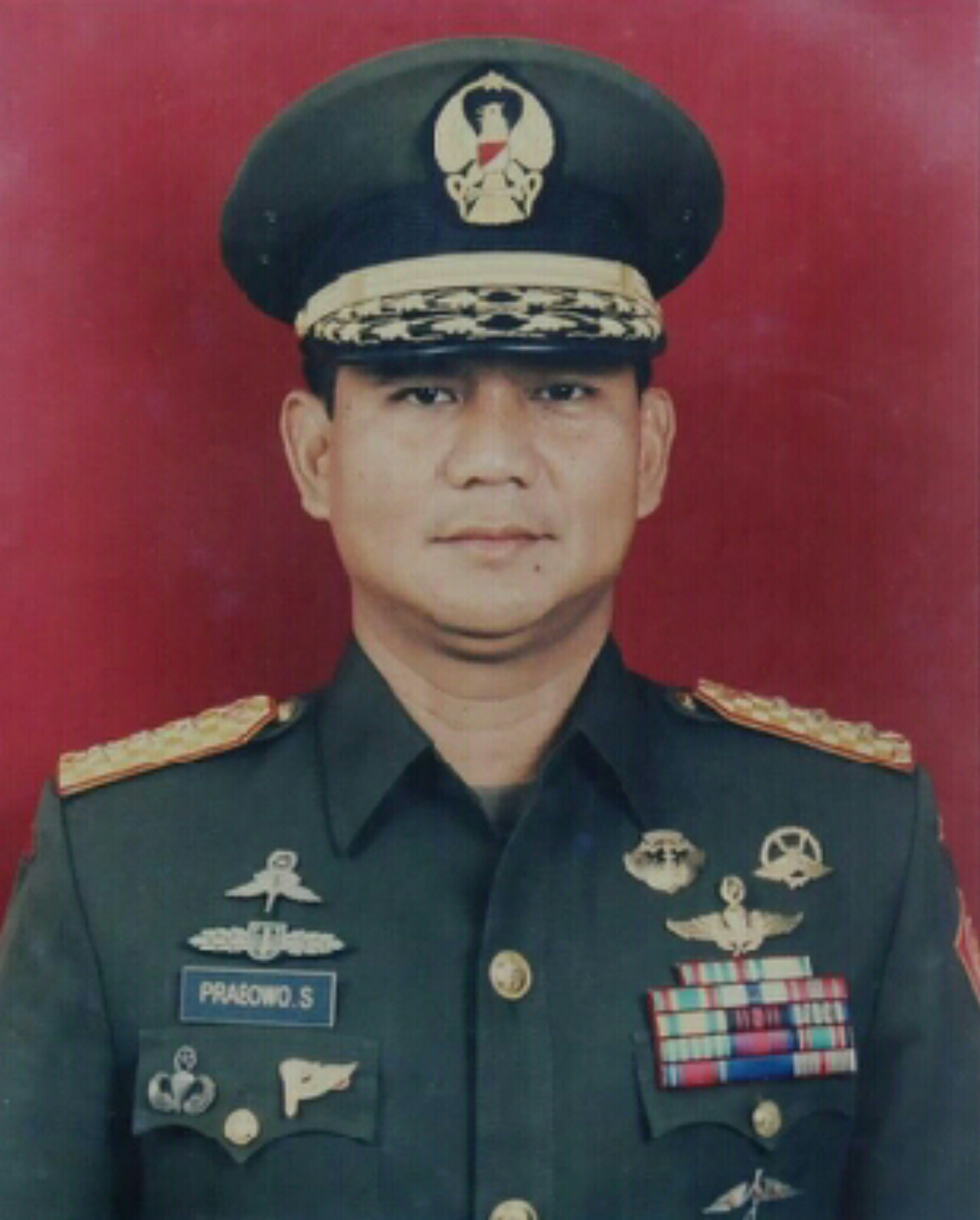
Prabowo Subianto

Nach den anti-chinesischen Unruhen in Jakarta mit 1200 Toten im Mai 1998 in der indonesischen Hauptstadt Jakarta, die schließlich zum Abgang von Präsident Suharto führten, setzte Verteidigungsminister Wiranto General Prabowo am 25. Mai als Kostrad-Kommandant ab. Er sah sich Anklagen wegen der Unruhen gegenüber. Man warf ihm vor, verantwortlich für Entführungen von Suharto-Gegnern im Anfang des Jahres zu sein. Im August wurde Prabowo nach einer internen Untersuchung aus der Armee entlassen. Prabowo verließ Indonesien und ging in ein selbstgewähltes Exil zu seinem wohlhabenden Bruder in Jordanien.
2008 gründete Prabowo die Partei Gerindra (Partai Gerakan Indonesia Raya – „Partei der Bewegung Großes Indonesien“), die bei den Parlamentswahlen am 9. April 2009 etwa 4,3 % der Stimmen erhielt. Ende des Monats wurde Prabowo von Megawati Sukarnoputris Partei PDI-P als Vize-Präsidentschaftskandidat ausgewählt.
Prabowo betrachtet den türkischen Staatsgründer und Militär Mustafa Kemal Atatürk als sein Vorbild. Ende 2011 kündigte Prabowo an, bei den Präsidentschaftswahlen 2014 anzutreten. Hierbei unterlag er mit 46,85 % seinem Konkurrenten Joko Widodo von der PDI-P. Bei den Präsidentschaftswahlen 2019 trat er erneut gegen Amtsinhaber Widodo an und unterlag erneut mit einem ähnlichen Ergebnis (ca. 45 %), welches er aber nicht anerkannte.
Am 23. Oktober 2019 wurde er von Präsident Widodo zum Verteidigungsminister ernannt.
Im Jahr 2024 gewann Subianto mit 58 Prozent der Stimmen die indonesische Präsidentschaftswahl. Am 20. Oktober 2024 wurde er als Staatsoberhaupt vereidigt.
Zum Januar 2025 führte Prabowo Indonesien als zehntes Vollmitglied in die BRICS-Staatengemeinschaft.

## Präsidentschaft und Wirtschaftspolitik
Nach seiner Wahl betonte Prabowo, lang gehegte „Programme von Papi“ fortführen zu wollen und verwies damit auf die wirtschaftspolitischen Vorstellungen seines Vaters Sumitro; der Economist sieht darin jedoch eine selektive Berufung auf dessen Erbe. Sumitro habe eine pragmatische, faktenbasierte Politik verfolgt, die vor überhasteten staatlichen Eingriffen bei schwacher Umsetzungskapazität warnte, während Prabowos Agenda eher populistische Ausgabenprioritäten setze.
Als Leuchtturmprojekt kündigte Prabowo kostenlose Schulmahlzeiten an, deren Finanzierung sich auf rund 28 Milliarden US-Dollar pro Jahr belaufen solle; das Programm verfehlt jedoch den Schwerpunkt auf Ernährungsqualität und frühe Kindheitsförderung und setzt stattdessen auf die bloße Anzahl ausgegebener Mahlzeiten. Effektiver zur Verringerung von Wachstumsstörungen sei Kritikern zufolge eine gezielte Unterstützung von Schwangeren und Kleinkindern, nicht primär von Schulkindern.
Im Juli 2025 stellte Prabowo zudem „rot-weiße Genossenschaften“ (red-white cooperatives) vor, ein zentralistisch vorgegebenes Einheitsmodell für landesweit rund 80.000 Genossenschaften; Beobachter bewerteten dies als Abkehr vom genossenschaftlichen Selbsthilfeprinzip hin zu einer Ausweitung zentraler Kontrolle und Patronage in ländlichen Räumen.
Besondere Aufmerksamkeit erhielt der neue staatliche Investitionsfonds Danantara im behaupteten Umfang von etwa 900 Milliarden US-Dollar, der unmittelbar dem Präsidentenamt unterstellt sei, vom früheren Wahlkampfleiter Prabowos geführt werde und nur geringe externe Aufsicht kenne; der Economist ordnete dies als Beispiel für die von Sumitro bereits 1998 kritisierte „institutionelle Krankheit“ ein, nämlich die Aushöhlung öffentlicher Politik durch Partikularinteressen. In diesem Zusammenhang wurde von Rücktritten in staatlichen Unternehmen berichtet, unter anderem mit Verweis auf zusätzliche Bürokratie durch Danantara.
Prabowos Regierungsstil wird insgesamt als Mischung aus autoritärer Steuerung und wahlwirksamen, fiskalisch riskanten Ausgabenprogrammen beschrieben, die langfristige Wachstumsimpulse und Institutionenstärkung verdrängen und somit Sumitros Vermächtnis verfehlen.